# Hermannsburger Mission

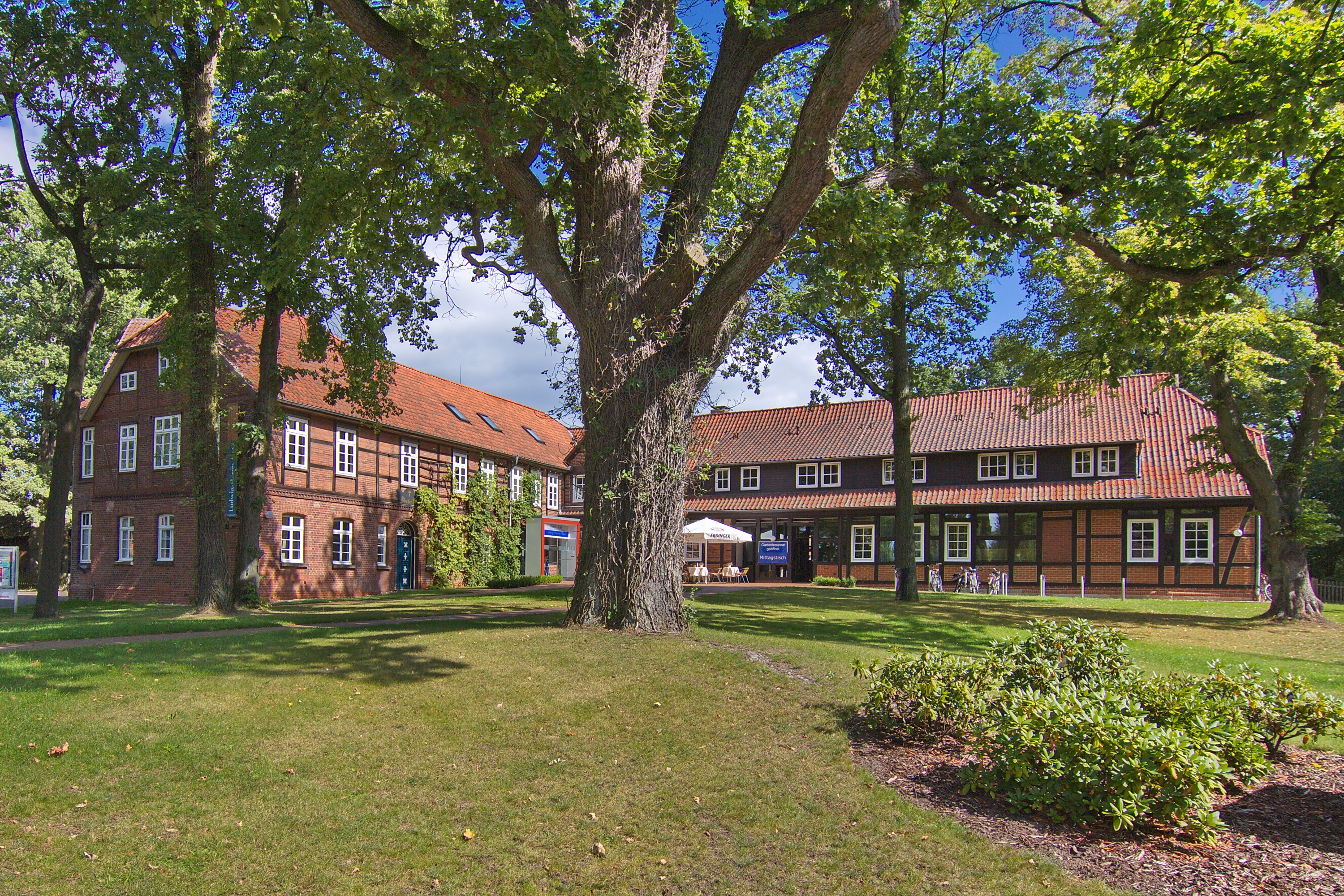
Ehemaliges „Altes Missionshaus“ (links), heute „Ludwig-Harms-Haus“

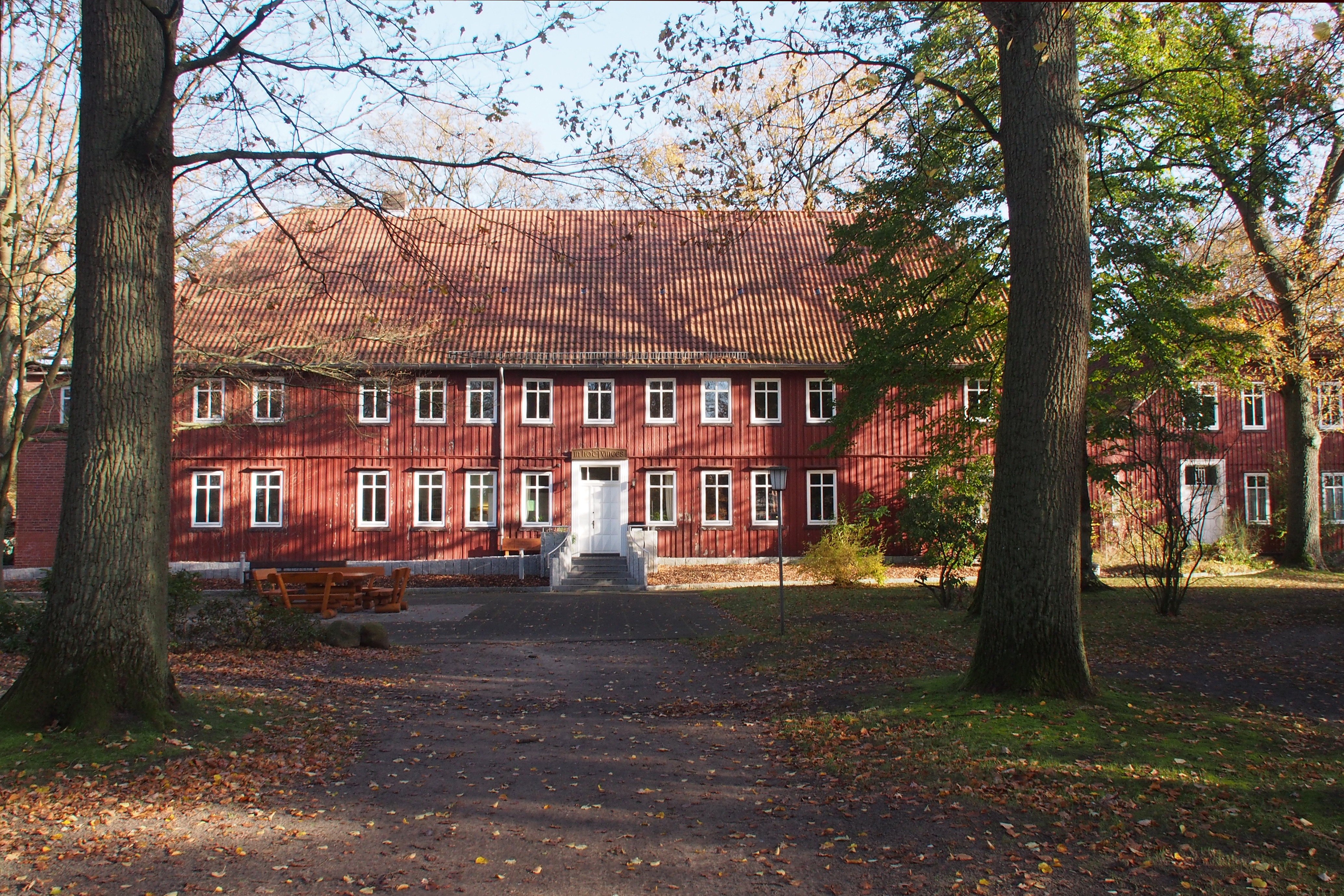
„Neues Missionshaus“ von 1879 in Hermannsburg

Die evangelisch-lutherische Hermannsburger Mission wurde 1849 unter dem Namen „Missionsanstalt Hermannsburg“ als „Stiftung privaten Rechts“ in Hermannsburg, einer Ortschaft der Gemeinde Südheide bei Celle gegründet. Aus der freien Missionsgesellschaft wurde 1977 das Evangelisch-lutherische Missionswerk in Niedersachsen (ELM) gebildet. Damit wurde sie zu einem landeskirchlich anerkannten Werk.

## Geschichte

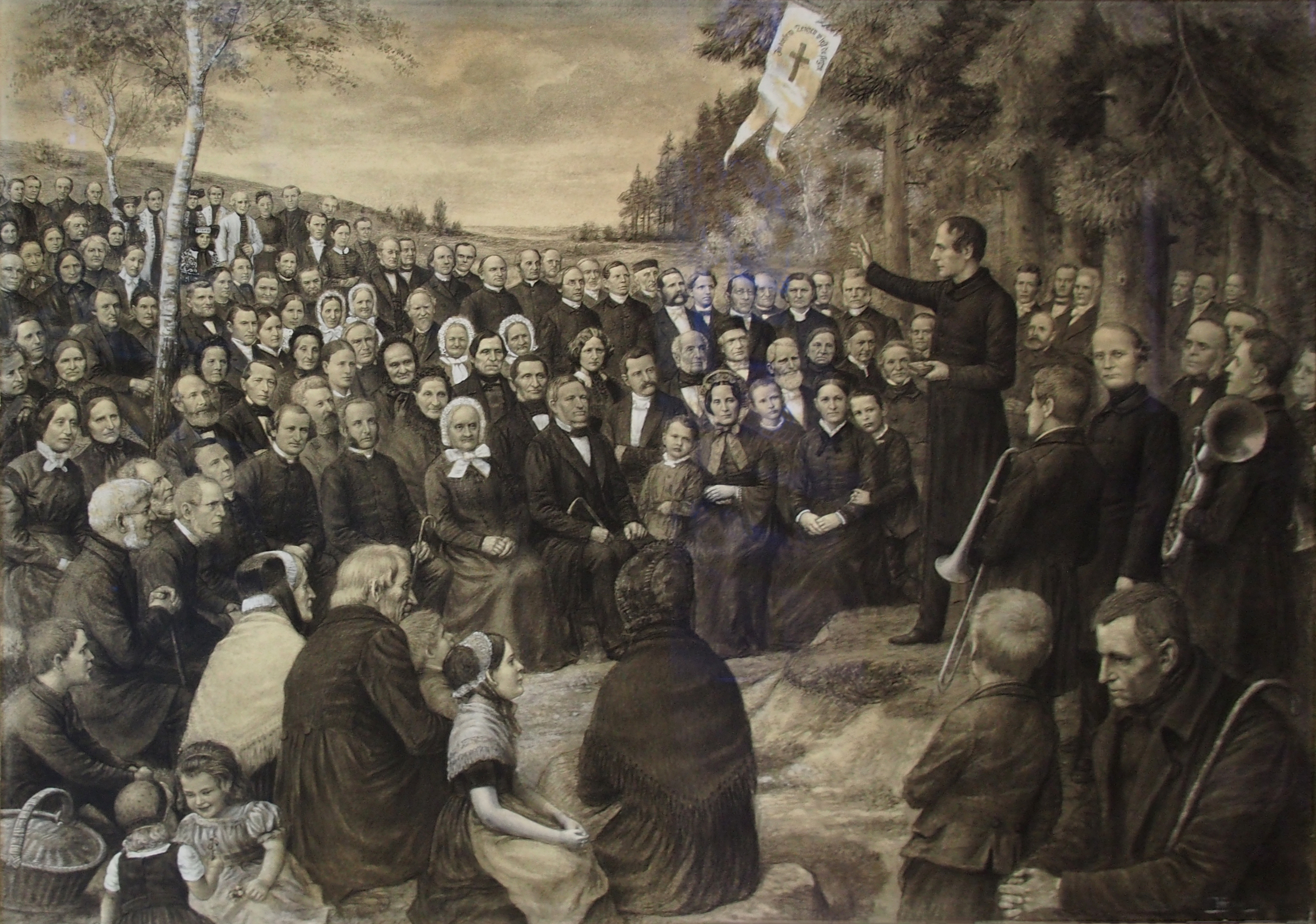
Hermannsburger Missionsfest mit Louis Harms (Gemälde von H. Barmführ, 1908)

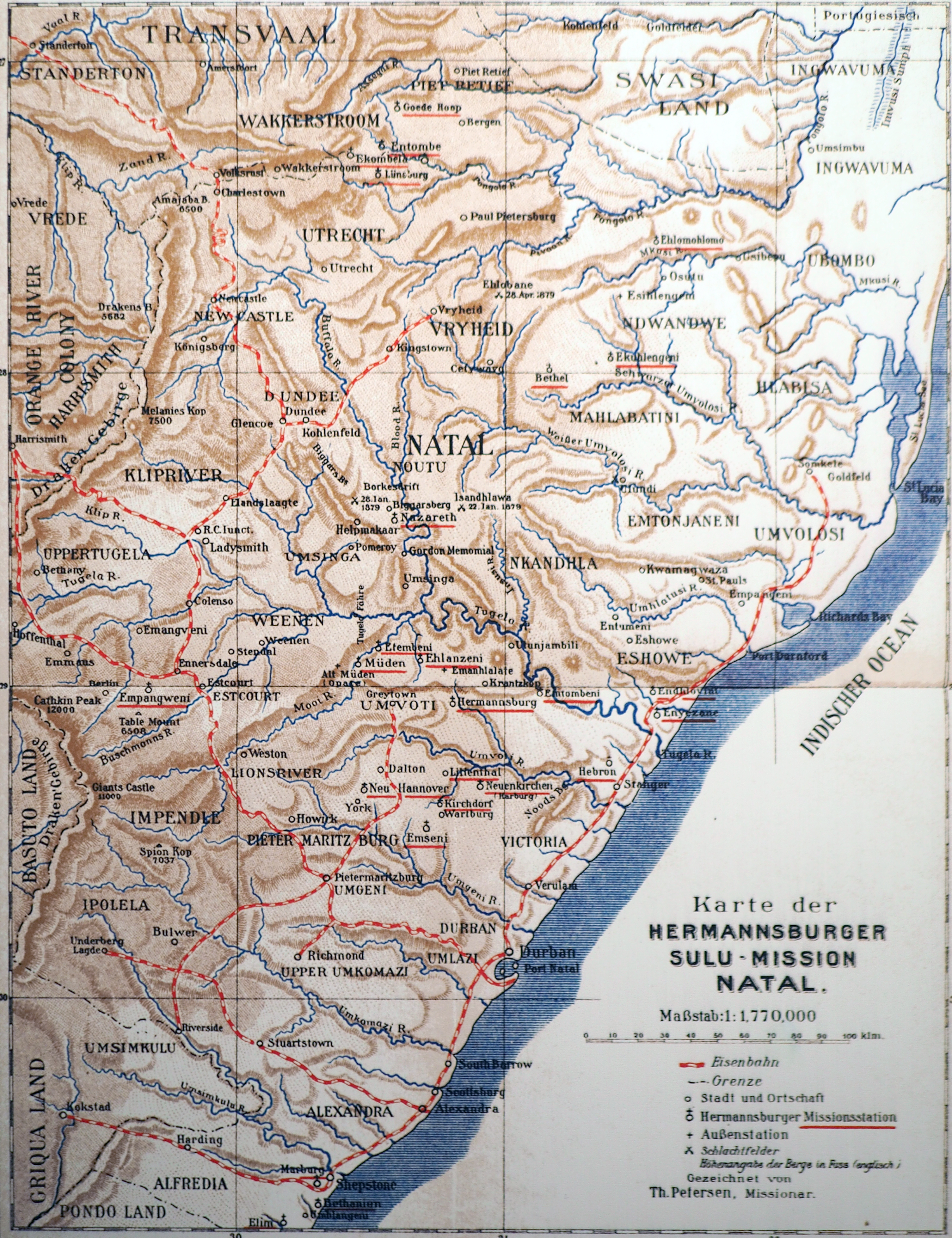
Natal 1910

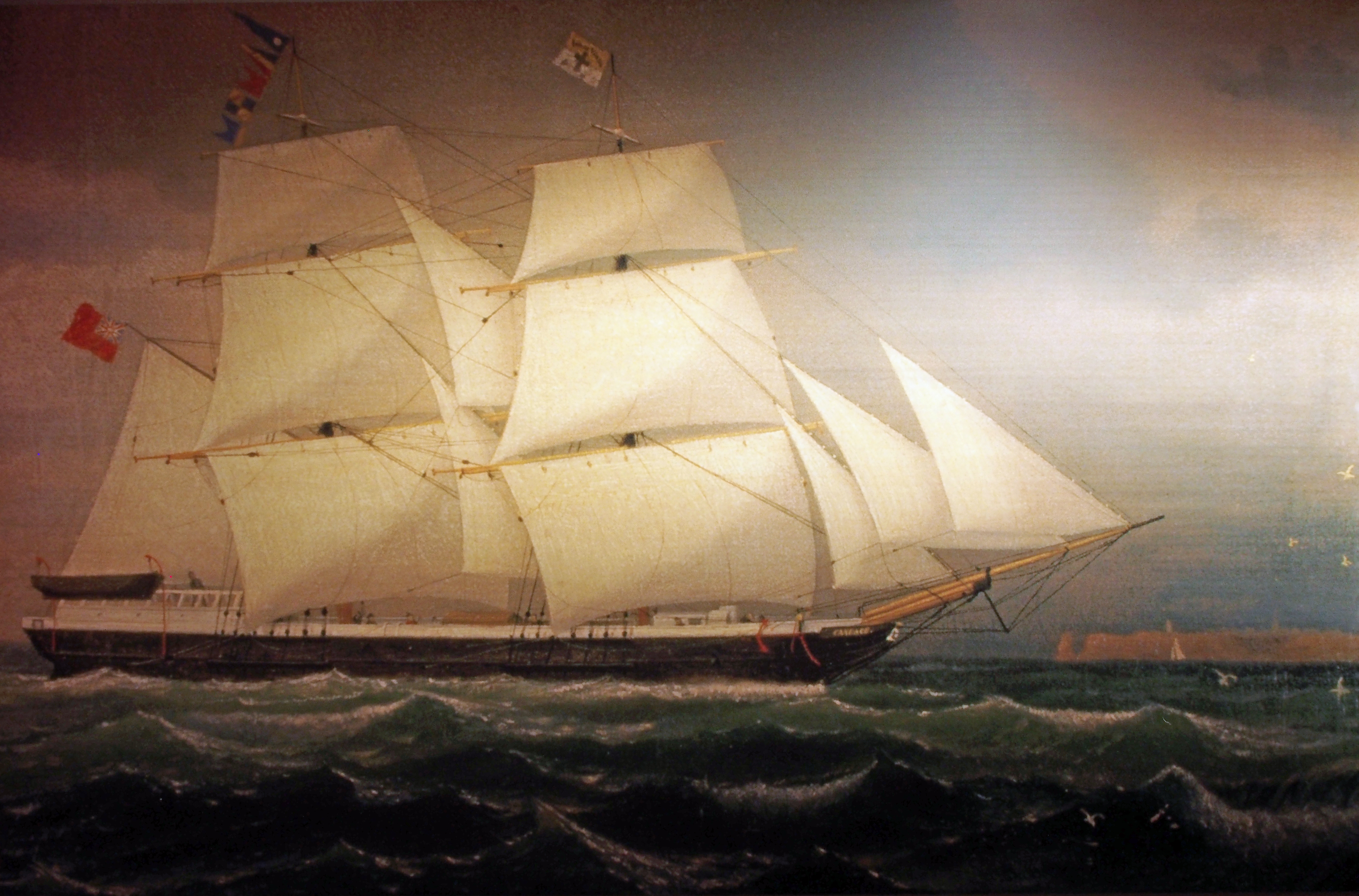
Missionsschiff Candace Ölgemälde Alexander Scherzer (1861)

Ludwig Harms (1808–1865) gründete am 12. Oktober 1849 das Missionsseminar Hermannsburg. Harms war seit 1844 zunächst als Hilfsgeistlicher, später als lutherischer Pfarrer der St.-Peter-Paul-Kirche in Hermannsburg in der Lüneburger Heide tätig. Er war ein beredsamer Seelsorger und hatte eine große Begabung, lebendig zu erzählen. Sonntagabends versammelten sich die Dorfbewohner in der Diele des Pfarrhauses, um ihm zuzuhören. Seine Geschichten unterhielten, belehrten und erbauten zugleich. Lebendigen Stoff bot ihm die Heimatgeschichte. Seine Erzählungen sind in den Sammelbänden Honnig (plattdeutsch) und Goldene Äpfel in silbernen Schalen veröffentlicht.
Mit seinen Predigten löste Harms eine Erweckung aus, die bis ins Patriziat des nahen Hamburg hinein wirkte. Am 12. Oktober 1849 zogen die ersten Studenten in das von Harms neu gegründete Hermannsburger Missionsseminar ein. Zum ersten Leiter berief er seinen Bruder Theodor. Harms warb unverdrossen um Spenden. Der beredte und energische Evangelist schaffte es, zahlreiche perspektivarme Heidjer für einen Dienst in der Mission zu interessieren, durchaus dem Effekt vergleichbar, den David Livingstone im armen Schottland erzielen konnte.
Harms hatte die Vision, unter dem Volk der Oromo, das damals Galla genannt wurde, in Ostafrika seine Missionsarbeit zu beginnen. Die notwendigen finanziellen Mittel wurden von der Hermannsburger Kirchengemeinde und später von einem großen Freundeskreis aufgebracht. Es gelang ihm, sogar ein eigenes Missionsschiff zu bauen, das nach der in Apg 8,27  erwähnten äthiopischen Königin Candace benannt wurde. Der Versuch, nach Äthiopien zu gelangen, scheiterte jedoch. Deshalb gingen die Hermannsburger Missionare 1854 im südafrikanischen Port Natal (heute Durban in der Provinz KwaZulu-Natal) an Land und gründeten zwei Jahre später in Neu-Hermannsburg eine Missionsschule. Dort begannen sie eine Arbeit unter den Zulu und waren seit 1857 auch in der Transvaal tätig. 1864 begann August Mylius seine Tätigkeit bei den Telugu im südlichen Indien.

### Missionar Wilhelm Behrens

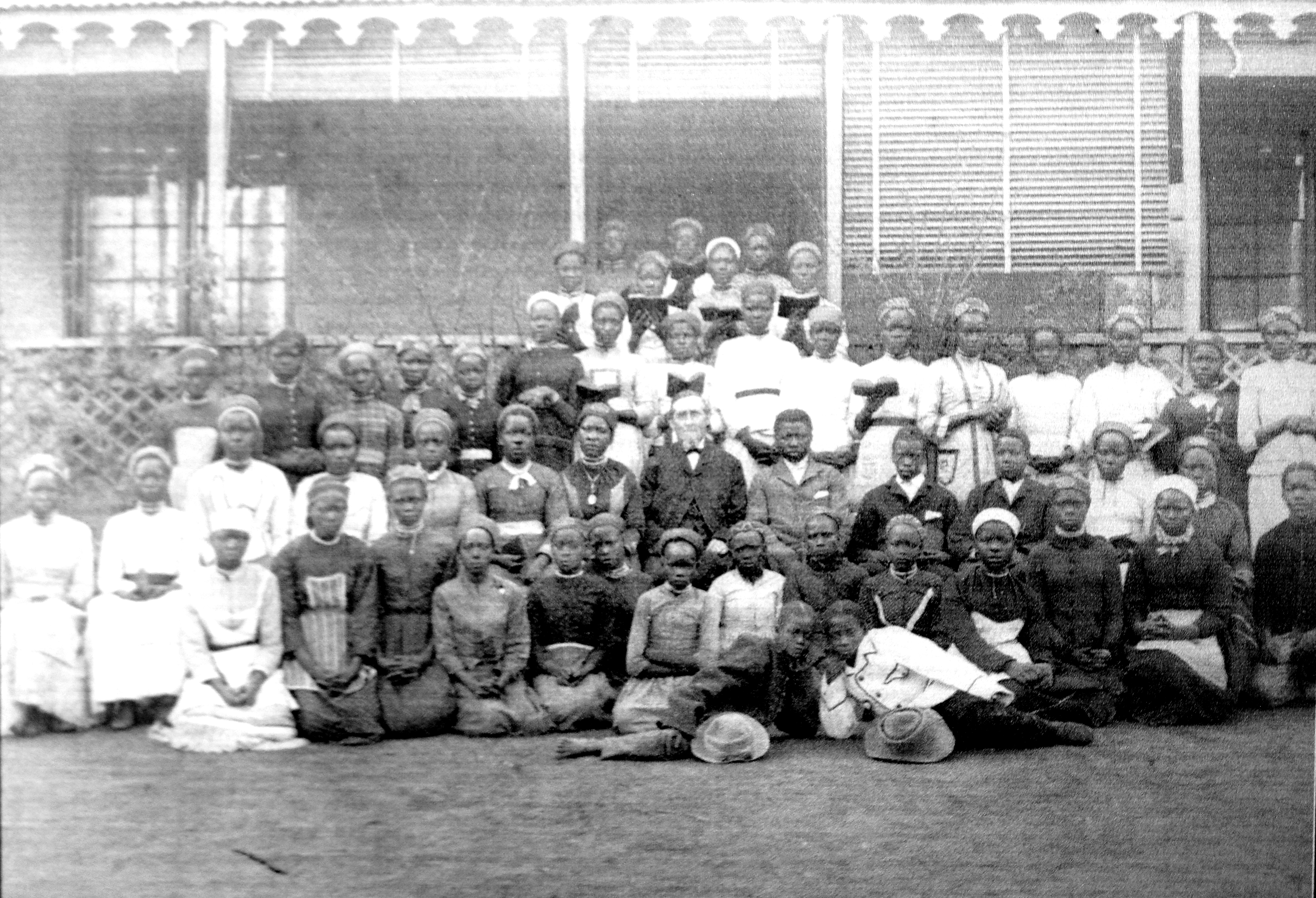
Behrens mit einer Schülergruppe vor dem Missionshaus in Bethanie

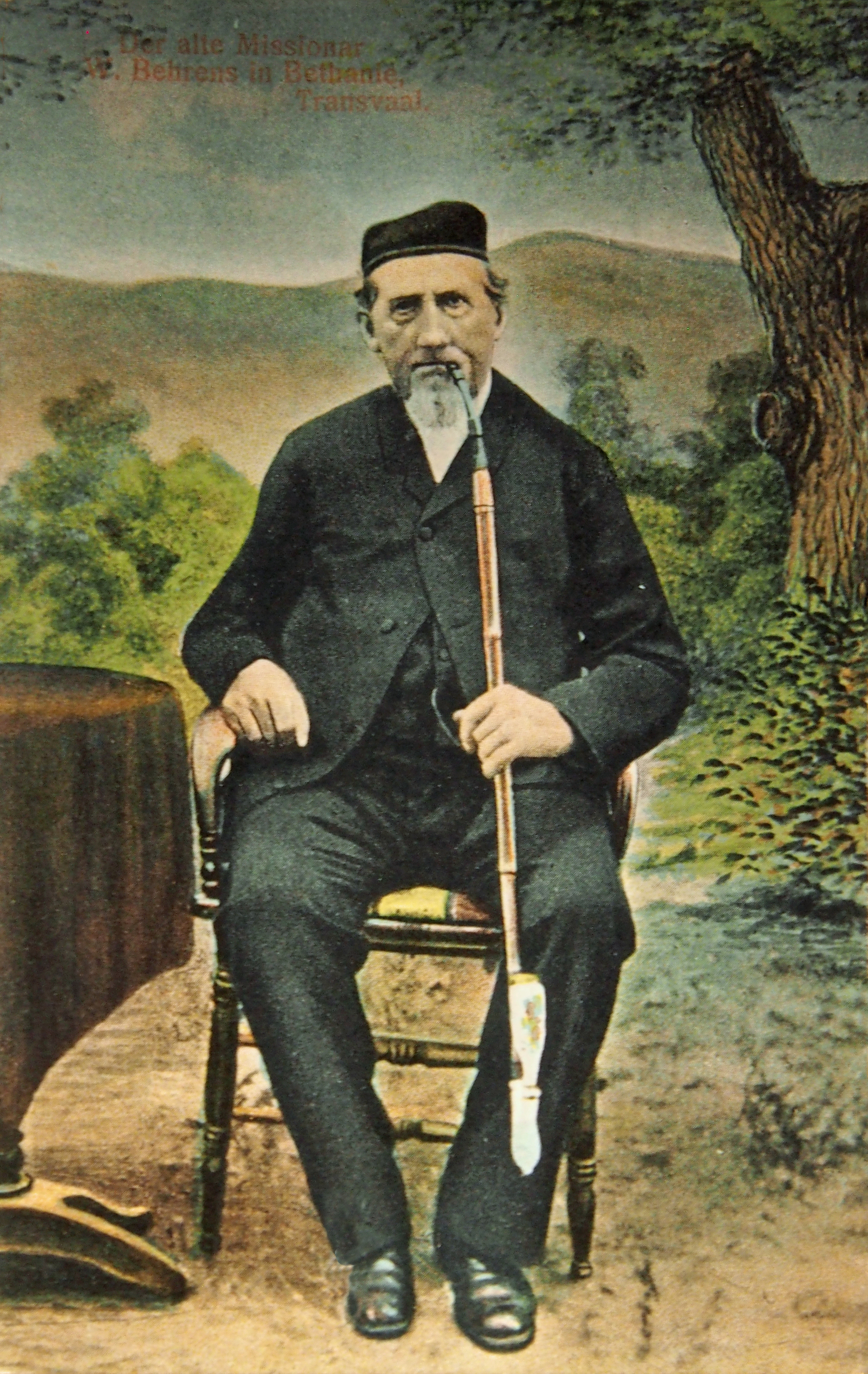
Wilhelm Behrens in Bethanie (Transvaal)

Heinrich Wilhelm Behrens (* 13. Februar 1827 in Hermannsburg; † 22. April 1900 in Bethanie, Transvaal, heute Provinz Nordwest in Südafrika) war der Sohn eines Bauern und wurde zum Missionar. Wilhelm Behrens übernahm 1849 mit 22 Jahren den Hof seines Vaters. Es war einer der Gründungshöfe des Ortes Hermannsburg, der sogenannte „Rißmann’s Hof“, ab 1756 nach dem neuen Besitzer der „Behrenssche Hof“ genannt. Wilhelm Behrens bewirtschaftete diesen Hof zunächst. Am 30. Januar 1854 schenkte er ihn der Hermannsburger Mission. 1967 wurde der Hof an die politische Gemeinde Hermannsburg verkauft. Heute befindet sich auf dem Gelände die Hermannsburger Oberschule.
Behrens wurde von Ludwig Harms in das Missionsseminar Hermannsburg aufgenommen und zum Missionar ausgebildet. Im Oktober 1857 erhielt er die Ordination. Im gleichen Jahr trat er mit seiner Frau und seinen beiden Kindern auf dem Missionsschiff Candace eine dreimonatige Seereise nach Südafrika an. Er kam in die Missionsstation Ehlanzeni in der Kolonie Natal. Um seine Familie zu ernähren, musste er auch hier Ackerbau betreiben. 1864 wurde er auf die neu errichtete Missionsstation Bethanie (etwa 37 km nordöstlich von Rustenburg) versetzt. Er war der erste Missionar dieser Station und musste zunächst die Bantusprache Setswana lernen, um sich mit den Einheimischen verständigen zu können. Auf dieser Station blieb er bis zu seinem Tod im Jahr 1900.

### Ausweitung der Arbeit
Nach dem Tod von Ludwig Harms wurde sein Bruder Theodor Harms (1819–1885) dessen Nachfolger. Unter seiner Leitung wurde die Seminar- und Missionstätigkeit weiter ausgebaut. Schon 1879 wurde das zweite Missionshaus errichtet, zu dessen erstem Leiter Carl Mützelfeldt (1842–1927) als Missionsinspektor berufen wurde.
Unter der Leitung von Theodor Harms’ Nachfolgern, seinem zweitältesten Sohn Egmont Harms (1859–1916) und Georg Haccius (1847–1926), festigte sich die Missionsarbeit. Neue Tätigkeitsbereiche wurden erschlossen: Australien (1866), wo in Mittelaustralien auch mit dem Ortsnamen an den deutschen Ausgangsort Hermannsburg (in Aboriginesprache „Ntaria“) erinnert wird, Nordamerika (1866), Neuseeland (1875), Persien (1880), Brasilien (1898), Äthiopien (1927). Auf Dauer konnten jedoch nicht alle Gebiete gehalten werden.

### Die Entstehung der Hermannsburger Freikirche und die Folgen für die Mission
Nach dem Anschluss des Königreichs Hannover an Preußen regte sich vor allem in Hermannsburg Widerstand gegen die 1876 eingeführte obligatorische Zivilehe und den Erlass einer neuen Trauliturgie in der Hannoverschen Landeskirche durch den preußischen König.
Vor allem Theodor Harms beharrte in seinem Widerstand. Deshalb wurden Harms und eine Reihe weiterer Pastoren der Ämter enthoben. Er verließ die Landeskirche. Ihm folgte ein Großteil der Hermannsburger Gemeindeglieder. Am 13. Februar 1878 gründeten die Ausgetretenen die von der Landeskirche unabhängige lutherische Kreuzkirchengemeinde.
Auf der Synode in Hermannsburg am 30. April 1878, unter dem Vorsitz von Theodor Harms, gründeten Pastoren und Vertreter der von der Landeskirche unabhängigen Gemeinden die Hannoversche evangelisch-lutherische Freikirche. Aus dieser ging 1892 die Lutherische Kirchenmission (Bleckmarer Mission) hervor. 1886 spaltete sich auch die Hannoversche Freikirche noch einmal. Dreizehn Gemeinden bildeten die Hermannsburg-Hamburger Freikirche.
Die Trennung von der Landeskirche hatte für die Hermannsburger Mission schwerwiegende Folgen. Die Kollekten der Landeskirche blieben aus und der Charakter der öffentlichen Körperschaft ging verloren. 1890 kam es aber zu einer Verständigung zwischen der Hannoverschen Landeskirche und der „Hermannsburg-Hamburger Freikirche“. Damit Landes- und Freikirche im Leitungsamt der Mission vertreten waren, wurde das Amt eines Kondirektors geschaffen, das bis 1972 existierte.

### Die Hermannsburger Mission zur Zeit des Nationalsozialismus
Wie das konservativ und national gesinnte Milieu hatte auch die Mission mit dem Sieg und der Regierungsübernahme der NSDAP große Hoffnungen auf mehr Ruhe in Gesellschaft und Politik und Revision des Versailler Vertrages. Daher nahmen viele Personen der Mission in Hermannsburg am 21. März 1933 am Fackelzug zum Tag von Potsdam teil, als Adolf Hitler sich vor Reichspräsident Paul von Hindenburg verbeugte. Jedoch war keiner der Missionsdirektoren Mitglied der NSDAP, von den 25 Mitgliedern des Missionsausschusses war nur der Leiter der staatlichen Hermannsburger Volksschule Parteimitglied und im Kollegium des Missionsseminars und der Christanschule konnten fünf NSDAP-Mitgliedschaften nachgewiesen werden. Aber es gab oft eine geistige Nähe zu Volkstum, Blut und Boden, die zusätzlich durch den traditionellen Antijudaismus im Luthertum genährt wurde. Auch der Arierparagraph, der jüdische Kirchenangehörige diskriminierte, wurde von den verantwortlichen Personen unterstützt; nur eine Person sprach sich dagegen aus.
Dagegen trat Missionsdirektor Schomerus im August 1933 aus dem hannoverschen Landeskirchentag aus, es wurde Widerstand bei der Gleichschaltung der Missionsgesellschaften, beim Verbot des traditionellen Missionsfestes 1939 und bei der Umwandlung der Christian-Schule in eine staatliche Einrichtung geleistet.

### Die Hermannsburger Mission heute
1977 vollzog sich formal die Integration der Hermannsburger Mission in die Landeskirchen. Durch die Beibehaltung der Rechtsform der Stiftung blieb aber die Möglichkeit der besonderen Prägung der geistlichen Arbeit weiterhin gewährleistet. Als Evangelisch-lutherisches Missionswerk in Niedersachsen (ELM) hat sie bis heute ihren Sitz in Hermannsburg.
Wichtigste Träger der Arbeit sind die evangelisch-lutherischen Landeskirchen Hannovers, Braunschweigs und Schaumburg-Lippes. Zusätzlich fördern zahlreiche Gemeinden und Freundeskreise die Arbeit. Das ELM wird außerdem durch viele private Spenden aus der Region unterstützt. Zurzeit arbeiten vom ELM ausgesandte Missionare in Afrika, Lateinamerika, Indien und Sibirien.
Das Missionswerk unterhielt bis 2012 das Missionsseminar Hermannsburg, in dem junge Theologen für einen Dienst innerhalb einer der Partnerkirchen des ELM vorbereitet wurden. Das Ludwig-Harms-Haus in Hermannsburg, in dessen Gebäude ursprünglich das Missionsseminar gegründet wurde, ist heute ein modernes Tagungshaus mit Café, Buchhandlung und Eine-Welt-Laden. In der dort untergebrachten Ausstellung „Candace – Mission possible“ können sich Interessierte über die weltweit vernetzte Arbeit des ELM informieren.

## Missionsdirektoren

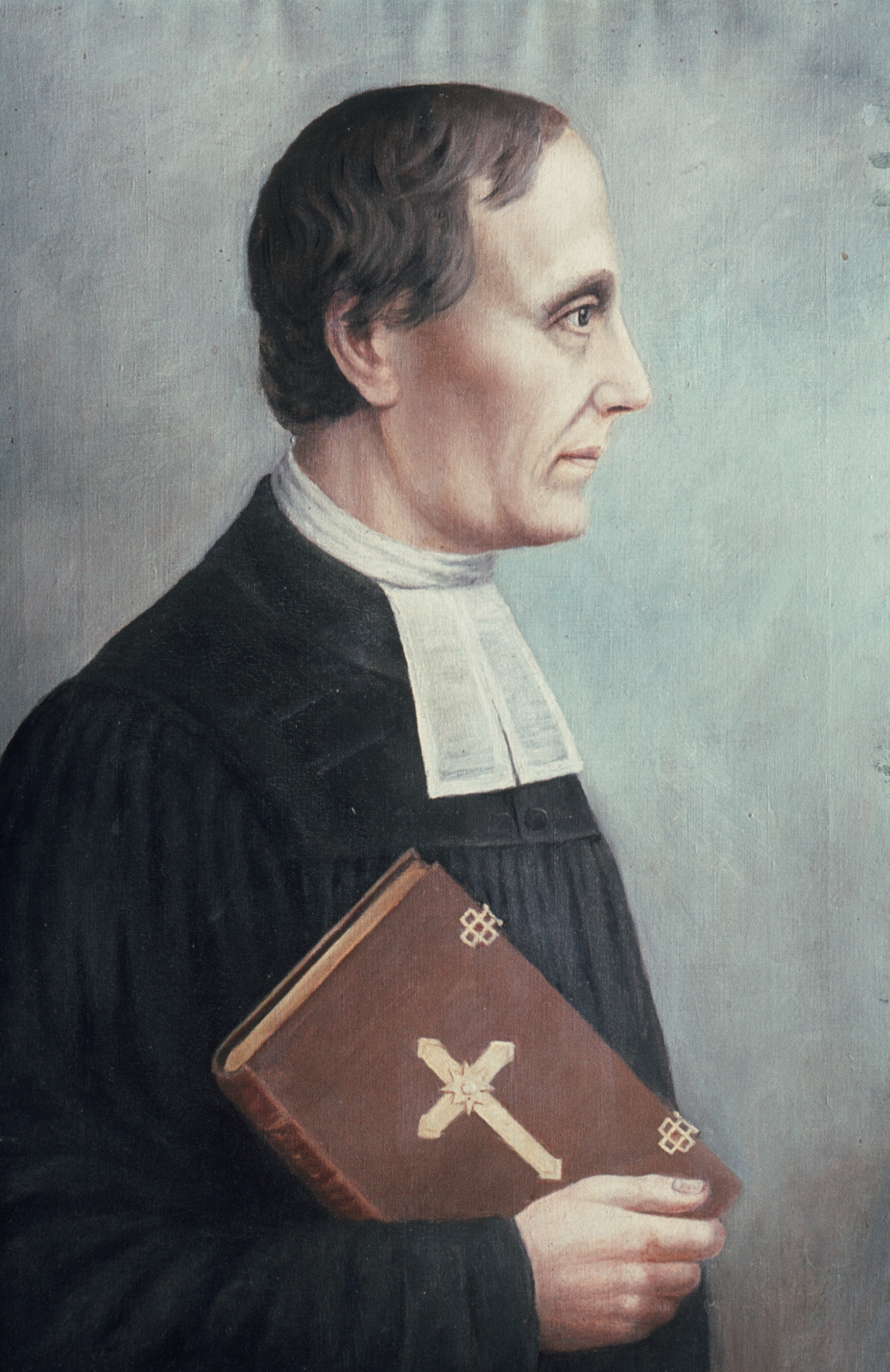
Ludwig Harms

Der verantwortliche hauptamtliche Leiter der Missionsgesellschaft ist der Direktor.
- 1849–1865 Ludwig Harms (* 5. Mai 1808 † 14. November 1865)
- 1865–1885 Theodor Harms (* 19. März 1819 † 16. Februar 1885)
- 1885–1916 Egmont Harms (* 15. April 1859 † 4. Dezember 1916)[6], 1890–1916 gemeinsam mit Georg Haccius
- 1890–1926 Georg Haccius (* 22. Juli 1847 † 4. Juni 1926)
- 1926–1943 Christoph Schomerus (* 23. November 1871 † 8. August 1944)
- 1943–1959 August Elfers (* 18. Juli 1897 † 6. Juli 1959)
- 1959–1974 Hans-Robert Wesenick (* 18. Dezember 1904 † 15. November 1988)
- 1975–1977 Reinhart Müller (* 8. April 1925 † 3. April 2006) (1977–1988 Direktor des Evangelisch-lutherischen Missionswerk in Niedersachsen)